# 南西商圈

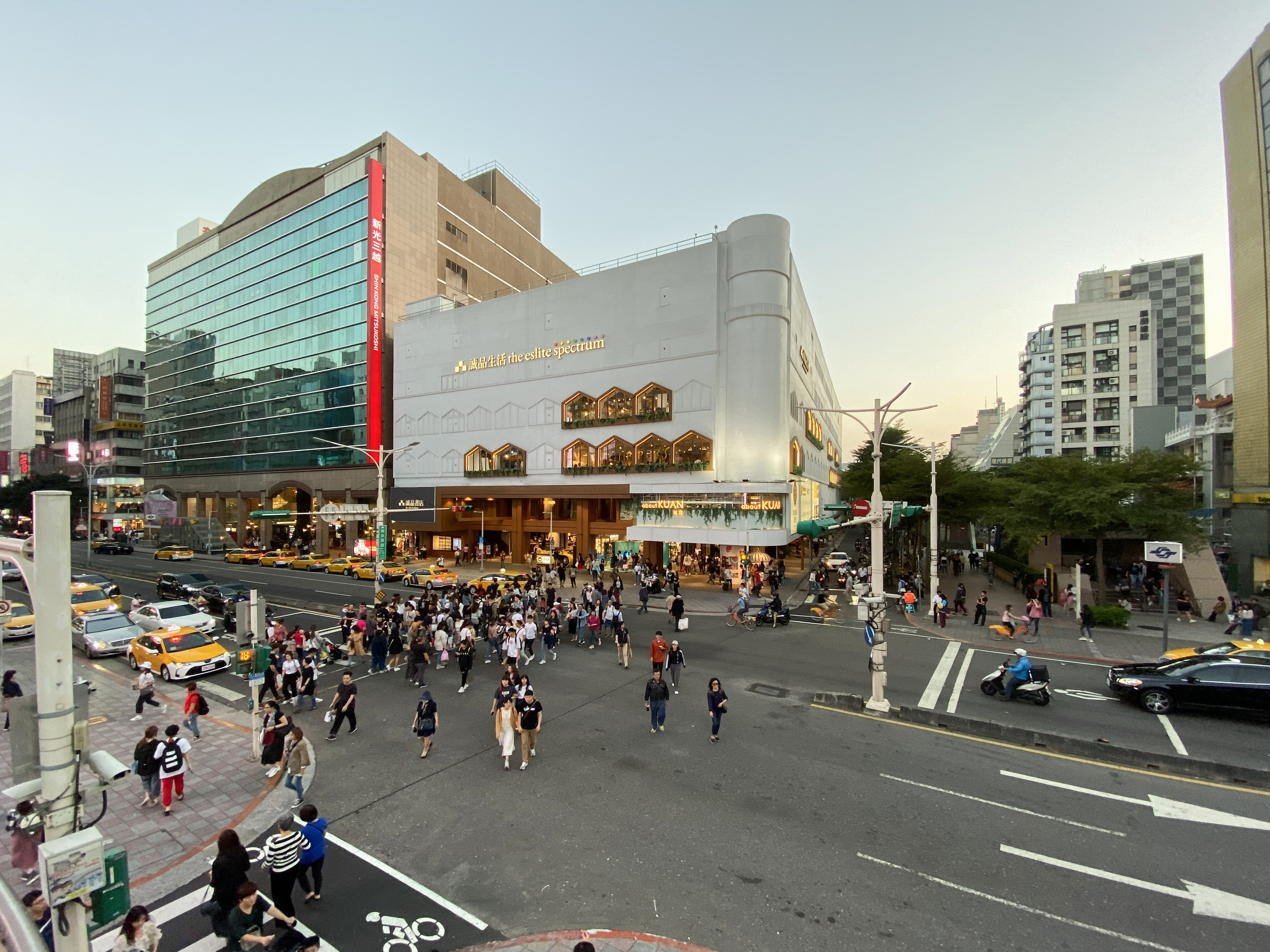
從右至左：中山站1號出口、誠品生活南西、新光三越台北南西店一館

南西商圈，是位於台灣台北市中山區及大同區的商圈，得名自區內主要幹道南京西路。其以南京西路及捷運中山站為中心，歷經了20世紀現代化風潮、捷運通車、百貨與商店的出現等，造就今日商圈多元的繁華景象。

## 商業區

### 中山站周邊

#### 南京西路

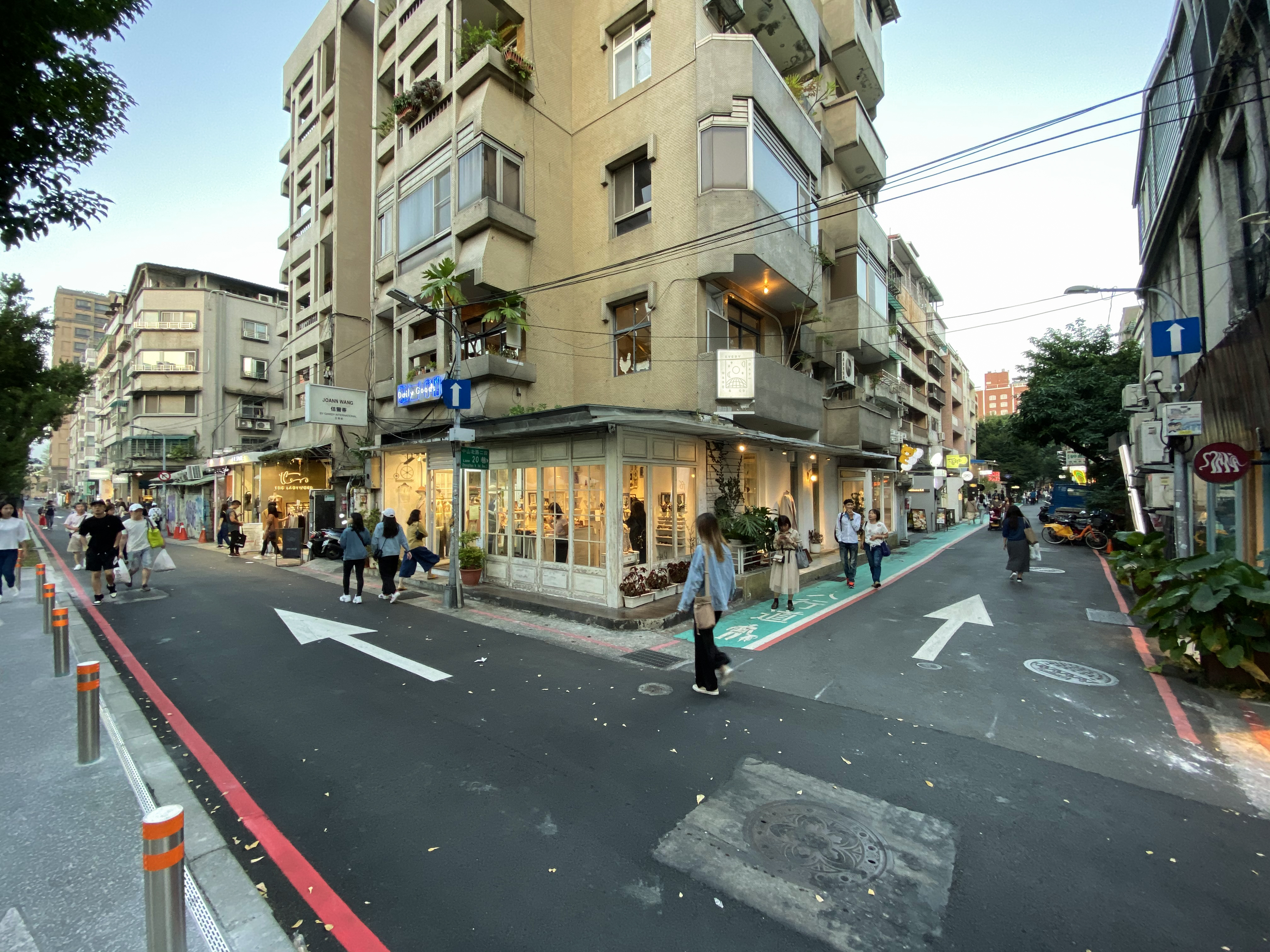
中山北路二段20巷一帶的商店

- 今日百貨股份有限公司以創建市區百貨公司連鎖經營模式，陸續在台北市區開立了三家分店，其中一家位在南京西路上，開創南京西路上的風華，之後營運不佳而歇業，歇業後由力霸集團承接，改為「力霸百貨南京西路店」。

- 1991年，新光三越百貨的第一號店——台北南西店開業，與隔壁的力霸百貨南西店競爭；為了力挽客源，力霸百貨南西店在1992年進行改裝，卻不見起色，於是到國外考察，1995年轉型為以女性市場為目標的衣蝶百貨，於1999年在該館的對面另設衣蝶S館（二館）。兩家百貨業者相互競爭，2006年底，衣蝶受同集團的中國力霸和嘉新食品化纖虧損而拖累，最終於2008年轉手新光三越經營。

- 新光三越將原先衣蝶百貨的兩處商場改成南西店二館、三館，原本的新光三越南西店也稱為本館（一館）[3]，獨霸南西商圈。經營模式以本館主打精品、高單價商品，三館鎖定年輕潮流，聚集目標族群。而二館屬於中間性質，這也使得二館營運定位模糊不清，加上電商崛起，雙重衝擊效應下[4]，2018年5月15日新光三越南西二館租約到期後不再續約，由誠品書店接手為「誠品生活南西」，延續富含「人情、故事、選物」的商圈意象，於9月20日試營運，在9月30日正式開幕。

- 1997年，捷運淡水線開通後帶動周邊的發展，附近多條巷弄裡增設了許多個人風格的商店，以精品、沙龍、咖啡館最多，使得商圈有別於市內其他商圈的獨特風貌。

#### 中山地下街

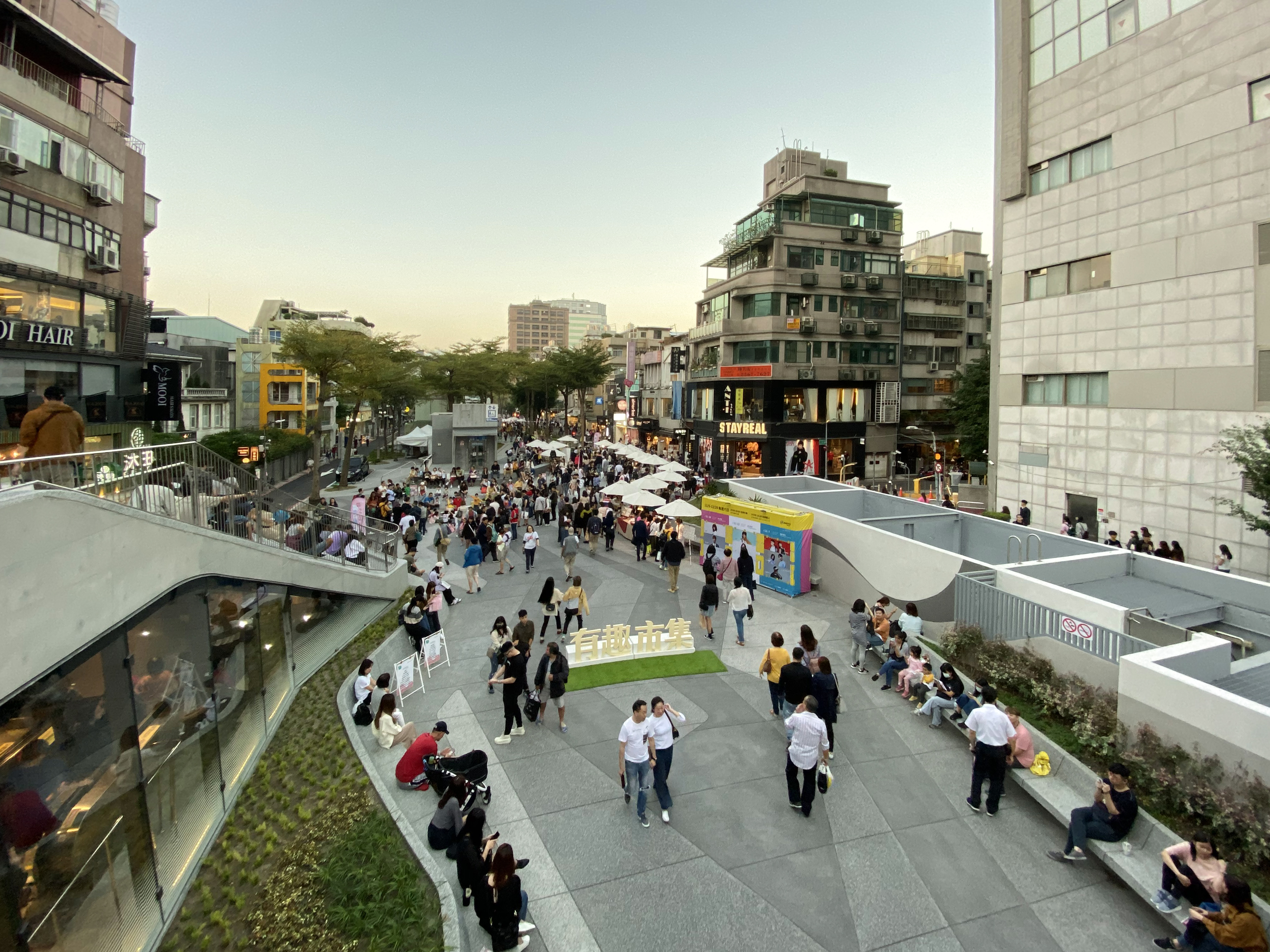
心中山線形公園

- 中山地下街於1999年設置，串連了台北車站到雙連站，原先名稱為「台北捷運大街」，由啟運通商公司得標，地下街以「新知翦影區」、「摩登風尚區」、「流行眉批區」三大主軸發展地下街，增添各式商店[5]。之後大眾針織於2004年取得經營權，並改名為「中山地下街」，亦以一般商店為主。

- 在2006年時，地下街開啟了書香氣息的始頁，藝殿國際圖書公司接手經營地下街，想把地下街中山站至爵士廣場一段打造為「書店街」，並邀請台北當代藝術館以文創實驗性質進駐，充分展現出地下街的藝文特色。最終藝殿國際圖書公司於2017年因生意慘澹，營收欠佳，許多書店紛紛收業而退出營運[6]，新得標廠商為誠品書店。誠品書店將地下街命名為「誠品R79」，以「地下·閱讀·丰聚落」為店型定位，營造成一個多面向空間陪伴民眾與讀者。

- 位於中山至雙連捷運地下街上方是條長型廊帶，做為公園使用；之後的「心中山」計畫，將帶狀公園打造成育樂與城市美感兼具的綠廊道，提供民眾一個良好休閒空間[7]。

### 中山北路

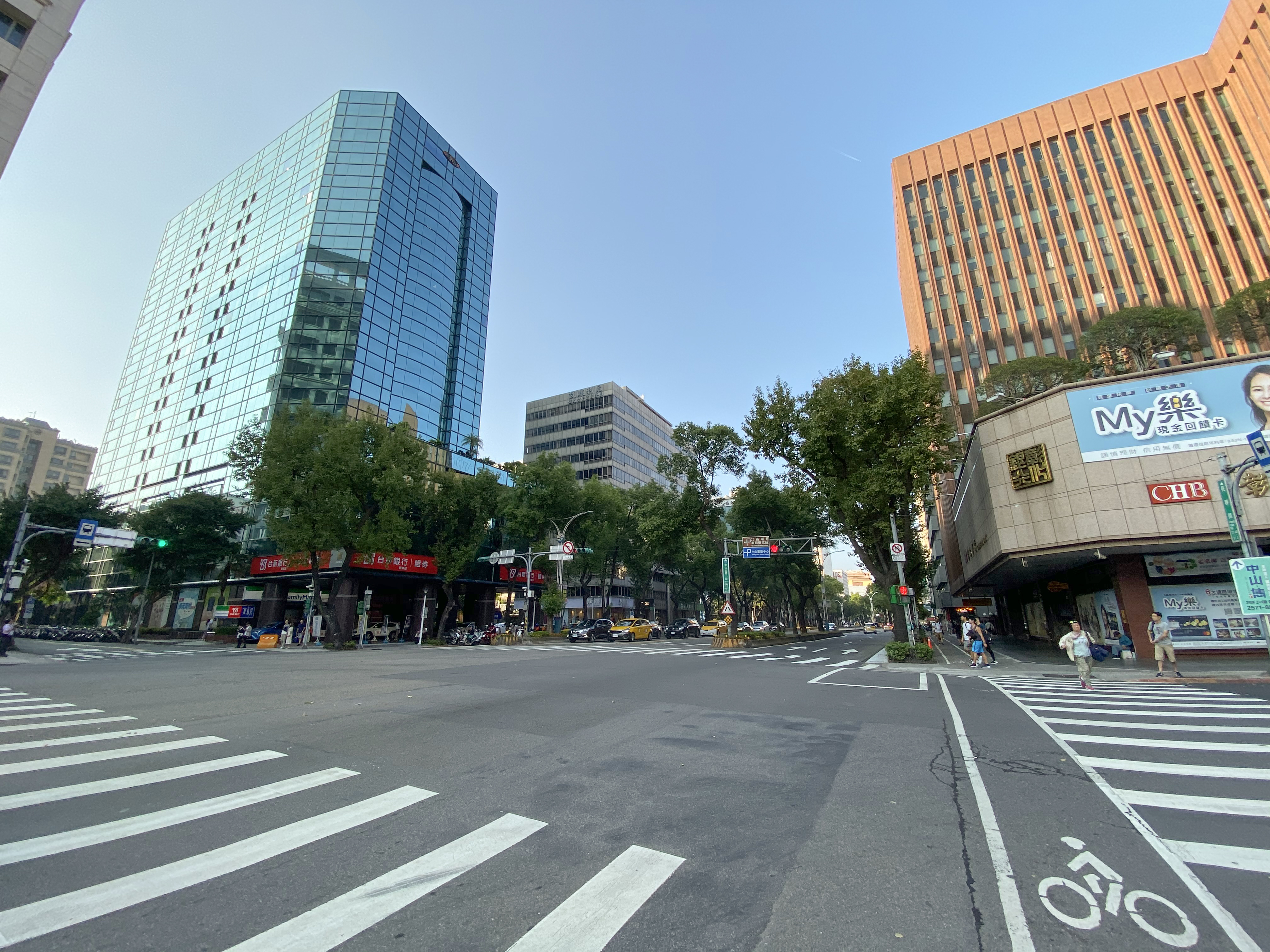
中山北路二段的商業大廈

- 在日治時期，中山北路一帶為當時特派官員與官吏居住的高級住宅區，是條繁華地段，到了國民政府時期，中山北路因連接士林官邸成為當時國外大使拜訪的必經之地[8]，使得許多國家的領事館設立於此。高玉樹先生於1964年當選台北市市長，高玉樹市長邀請顏水龍先生擔任台北市顧問，顏水龍先生規畫了三條林蔭大道，其中一條即是中山北路，為道路景觀增添了綠意；同年，為響應政府推廣的國際觀光事業，本土的台北國賓大飯店開幕，揭開周邊國際級連鎖飯店的序幕。

- 1980年代日本經濟起飛，台日之間的貿易往返相當頻繁，更加深了國際觀光飯店的開設，像是1984年開幕的老爺大酒店，為旅客再增添一個休憩空間。1990年代初，國際飯店持續發展，造就潘孝銳於1990年晶華酒店的設立，初名「台北麗晶酒店」，1993年由晶華國際酒店集團基於永續經營、建立自有品牌的理念，正式更名爲「台北晶華酒店」，拓展連鎖旅館的經營。

- 國際級連鎖飯店的設立帶動了精品市場的發展，像是LV、夏姿·陳、GUCCI等時尚品牌於周邊設立商店，晶華酒店地下更增設了「麗晶精品」，引進了Dior、Hermes、Chanel、Tiffany、Cartier、Prada等多家時尚名牌精品，提供貴賓旅客消費[9]。

- 蘇菲雅婚紗攝影因中山北路租金便宜，加上林蔭大道美景，故於1990年選擇此地開張店面，後來也高利潤回本，使得其他同業進駐，造就全盛時期中山北路婚紗攝影店林立景象[8]。在市場過度競爭與結婚人數暴跌嚴重打擊下，為了維持競爭優勢，不少婚紗業者積極轉型，精緻化是共同目標，迎向新市場環境[10]。

### 林森北路

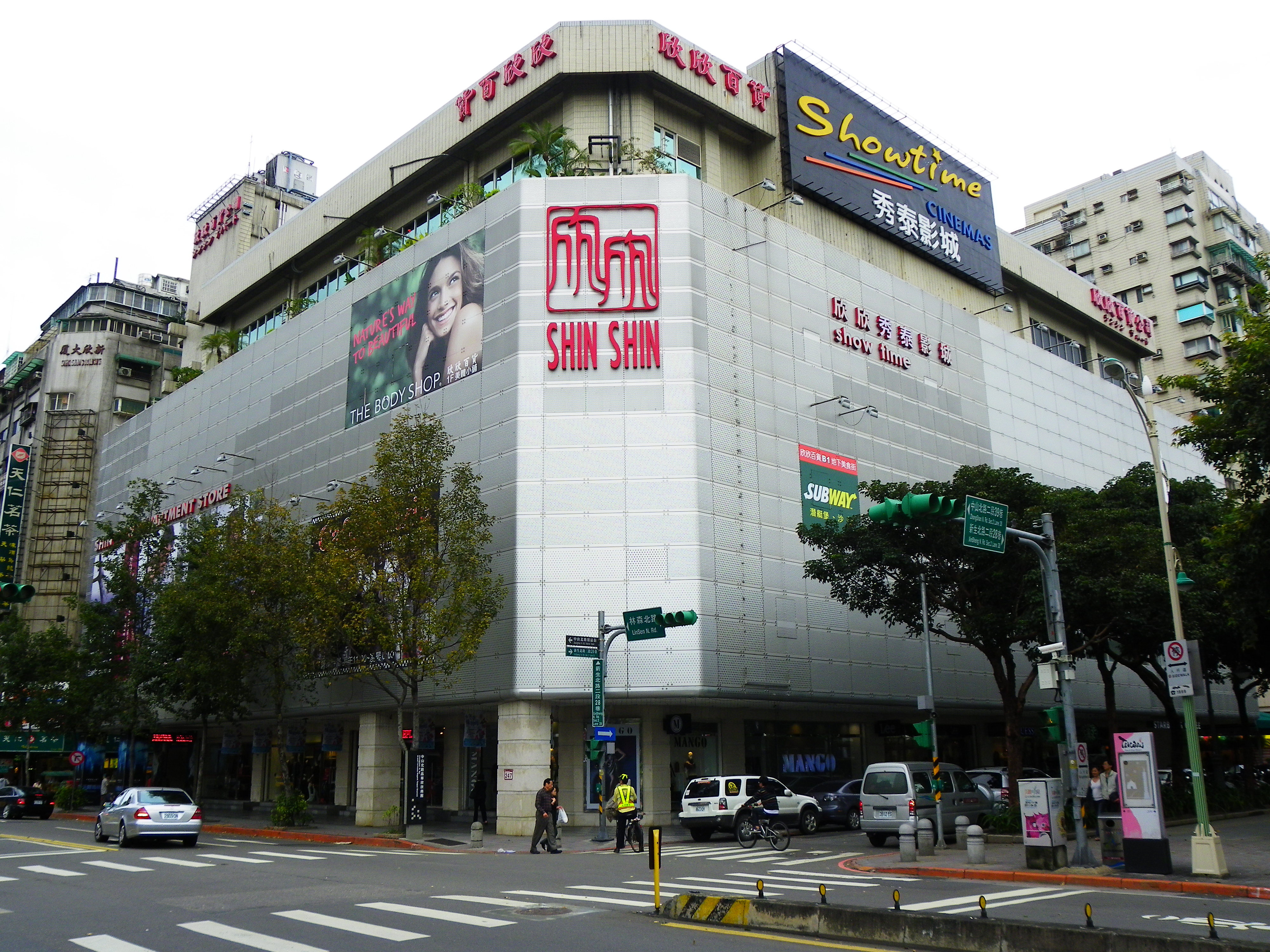
欣欣百貨與秀泰影城

- 商圈周邊因公司行號林立，使得來往的商務人士眾多，搭上政府對於國際飯店的推廣，而聚集了許多飯店、旅館。近年來，觀光客率提升，打出平價旅館、觀光飯店和酒店式公寓，提供國外賓客住宿地點。

- 1972年，欣欣大眾公司開設欣欣百貨，百貨的設立，引領許多風潮，像是設立第一家地下通舖生鮮超市，以及1989年玩具反斗城於百貨後棟開張，2002年時更將上方樓層改裝為「欣欣晶華影城」，嘗試有別於其他百貨的經營方法，吸引休閒購物民眾的目光。

- 1982年，東光百貨開業，於2001年因危險大樓的負面形象而停業，目前大樓是商場形式，租給餐廳、酒店經營[11]。

## 商圈設施和景點
- 捷運中山站
- 中山地下街

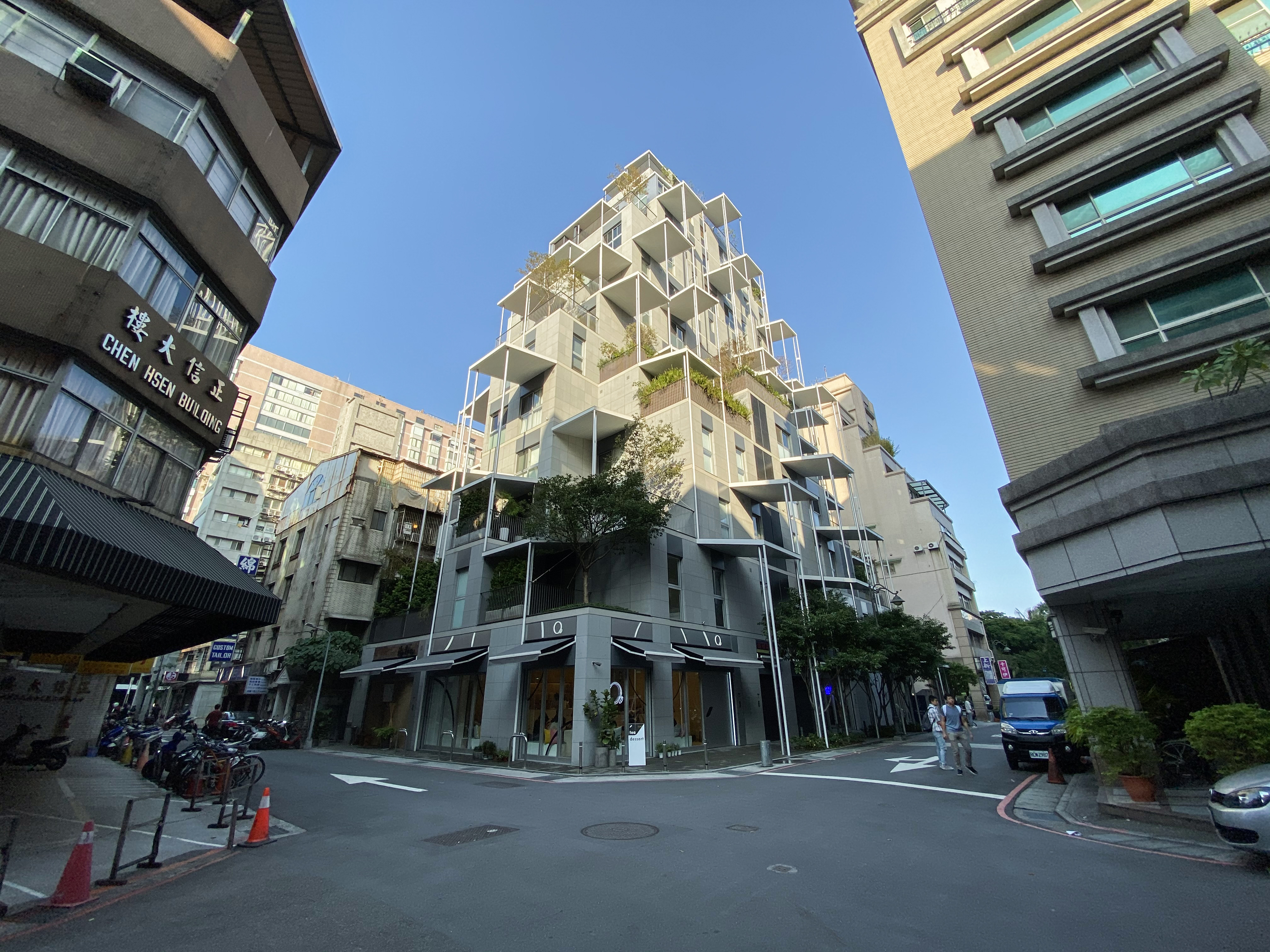
日本建築師平田晃久所設計的住宅「富富話合」，近年成為中山區巷弄的打卡熱點

- 台北市公共自行車租賃系統捷運中山站[2號出口]
- 心中山線形公園
- 家樂利小酒館
- 新光三越南西店
  - 本館
  - 3館
- 誠品生活南西店
- 赤峰街
- 中山北路精品街
  - Louis Vuitton台北旗艦店
- 富富話合
- 光點台北
- 蔡瑞月舞蹈研究社
- 國賓大飯店
- 晶華酒店
- 欣欣百貨
- 老爺酒店
- 華泰王子飯店
- 九條通
- 大倉久和大飯店
- 台北市公共自行車租賃系統林森公園站
- 林森公園
- 林森公園地下停車場
- 康樂公園

## 相關項目
- 建成町
- 西門町
- 台北市旅遊景點列表